# RMDN2
RMDN2 (англ. Regulator of microtubule dynamics 2) – білок, який кодується однойменним геном, розташованим у людей на 2-й хромосомі. Довжина поліпептидного ланцюга білка становить 410 амінокислот, а молекулярна маса — 47 399.
| 10         |  | 20         |  | 30         |  | 40         |  | 50         |
| ---------- |  | ---------- |  | ---------- |  | ---------- |  | ---------- |
| MPYSTNKELI |  | LGIMVGTAGI |  | SLLLLWYHKV |  | RKPGIAMKLP |  | EFLSLGNTFN |
| SITLQDEIHD |  | DQGTTVIFQE |  | RQLQILEKLN |  | ELLTNMEELK |  | EEIRFLKEAI |
| PKLEEYIQDE |  | LGGKITVHKI |  | SPQHRARKRR |  | LPTIQSSATS |  | NSSEEAESEG |
| GYITANTDTE |  | EQSFPVPKAF |  | NTRVEELNLD |  | VLLQKVDHLR |  | MSESGKSESF |
| ELLRDHKEKF |  | RDEIEFMWRF |  | ARAYGDMYEL |  | STNTQEKKHY |  | ANIGKTLSER |
| AINRAPMNGH |  | CHLWYAVLCG |  | YVSEFEGLQN |  | KINYGHLFKE |  | HLDIAIKLLP |
| EEPFLYYLKG |  | RYCYTVSKLS |  | WIEKKMAATL |  | FGKIPSSTVQ |  | EALHNFLKAE |
| ELCPGYSNPN |  | YMYLAKCYTD |  | LEENQNALKF |  | CNLALLLPTV |  | TKEDKEAQKE |
| MQKIMTSLKR |  |            |  |            |  |            |  |            |

A: Аланін

C: Цистеїн

D: Аспарагінова кислота

E: Глутамінова кислота

F: Фенілаланін

G: Гліцин

H: Гістидин

I: Ізолейцин

K: Лізин

L: Лейцин

M: Метіонін

N: Аспарагін

P: Пролін

Q: Глутамін

R: Аргінін

S: Серин

T: Треонін

V: Валін

W: Триптофан

Кодований геном білок за функцією належить до фосфопротеїнів. 
Задіяний у такому біологічному процесі, як альтернативний сплайсинг. 
Локалізований у цитоплазмі, цитоскелеті, мембрані.